# KMLU
KMLU est une station de télévision américaine affilié à Me-TV détenue par Legacy Broadcasting et située à Monroe en Louisiane sur le canal 11. Elle sert aussi le marché d'El Dorado (Arkansas).

## Historique
En 2013, Gray Television achète la station KAQY, puis la revend l'année suivante à Legacy Broadcasting. En septembre 2014, l'affiliation au réseau ABC est déplacée en sous-canal numérique de la station KNOE-TV (en) (l'affilié NBC appartenant aussi à Gray), et les nouveaux propriétaires ferment cette station. Un an plus tard, la station change de lettres d'appel pour KMLU en s'affiliant à Me-TV.

## Télévision numérique terrestre
| Canal | Image | Format | Programmation       |
| ----- | ----- | ------ | ------------------- |
| 11.1  | 480i  | 16:9   | Me-TV               |
| 11.2  | 480i  | 4:3    | Heroes & Icons (en) |
| 11.3  | 480i  | 4:3    | Movies!             |
| 11.4  | 480i  | 16:9   | Start TV (en)       |